# Верекундова Наталія Вікторівна
Ната́лія Ві́кторівна Вереку́ндова (нар. 13 травня 1908, Павловськ, нині передмістя Санкт-Петербурга, Росія — 10 лютого 1987, Київ) — українська балерина та педагогиня. Заслужена артистка УРСР (1953).

## Життєпис
1926 року Наталія Верекундова закінчила Ленінградське хореографічне училище імені Ваганової.
1926—1927 рр., 1934—1949 рр. — працювала в Київському (1949—1982 рр.. — педагогиня-репетиторка), 1927—1934 рр. — Одеському театрах опери та балету.
1934—1968 рр. — викладачка Київського хореографічного училища. Серед учениць — Лідія Герасимчук, Євгенія Єршова, Олена Потапова, Раїса Хилько, Елеонора Стебляк.

## Партії
- Еффі («Ференджі» Б. Яновського)
- Медора («Корсар» А. Адана)
- Одетта-Одилія («Лебедине озеро» П. Чайковського)
- Раймонда (однойм. балет О. Глазунова)
- Есмеральда (однойм. балет Ч. Пуньї)
- Жанна («Полум'я Парижа» Б. Асаф'єва)
- Карманьйола (однойм. балет В. Фемеліді)
- Сільвестра («Міщанин з Тоскани» В. Нахабіна)
- Діва («Золота доба» Д. Шостаковича)